# Ларс і справжня дівчина
«Ларс і справжня дівчина» (англ. Lars and the Real Girl) — американська комедійна драма 2007.

## Зміст
Кохання несподівано нагряне. Як у Ларса - Дуже сором'язливо парубка, що проживає в маленькому містечку на півночі Америки, який думає, що знайшов кохання Всього свого життя. Але є одна проблема - це не справжня дівчина, а секс-лялька, яку Ларс замовив в інтернеті, і він, здається, цілком цим задоволений.

## Ролі
| Актор            | Роль            |
| ---------------- | --------------- |
| Райан Гослінг    | Ларс Ліндстрем  |
| Емілі Мортімер   | Карін Ліндстрем |
| Пол Шнайдер      | Гас Ліндстрем   |
| Келлі Гарнер     | Марго           |
| Патріша Кларксон | Дагмар          |

## Знімальна група
- Режисер — Крейг Гіллеспі
- Сценарист — Ненсі Олівер
- Продюсер — Джон Камерон, Пітер Берг
- Композитор — Девід Торн